# Sevdaliza
Sevda Alizadeh (Teherán, Irán; 1 de septiembre de 1987) más conocida por su nombre artístico Sevdaliza, es una cantautora, compositora, productora y directora iraní que reside en los Países Bajos. El 28 de enero de 2015 publicó su primer EP The Suspended Kid y el 24 de noviembre de ese año publicaría su segundo EP Children of Silk, ambos publicados bajo el propio sello discográfico de la artista Twisted Elegance.
En 2017 publicó su primer álbum de estudio, Ison, al que le seguiría un tercer EP, titulado The Calling, en 2018 y su segundo álbum Shabrang en 2020 coproducido por Mucky. En 2022 publicaría su cuarto y último EP hasta la fecha Raving Dahlia.

## Reseña biográfica

### Primeros años
Sevda Alizadeh nació el 1 de septiembre de 1987 en Teherán, capital del Irán. A la edad de cinco años se mudó con su familia como refugiados a los Países Bajos. Se fue de casa a los dieciséis años con una beca de baloncesto jugando finalmente en el equipo nacional de los Países Bajos. Fue a la universidad y recibió su máster en comunicación y empezó a trabajar, finalmente descubrió que no era el tipo de vida que se imaginaba y a los veinticuatro años empezó a hacer música. A pesar de no saber leer partituras ni tocar ningún instrumento, se pasó horas en el estudio aprendiendo a cantar y a usar Ableton.

### 2014-16:The Suspended KidyChildren of Silk
El 5 de marzo de 2014 publicó la canción «Clear Air» junto a un vídeo musical producido por ella misma y dirigido por Gino Gervaes. 
A la que le seguirían «Sirens of the Caspian» el 4 de junio de 2014 y «Backseat Love» el 14 de octubre de ese mismo año, ambas también junto con un vídeo musical. Finalmente, el 28 de enero de 2015 publicaría su primer EP The Suspended Kid, cuyo título hace referencia a como gente le respondía ante ciertas situaciones sociales como no llevarse bien con su entrenador o con su jefe, las cuales le hicieron darse cuenta de que tenía que elegir un camino distinto, el EP fue coproducido por Sevdaliza y el productor neerlandés Mucky. Esta era finalizaría con el lanzamiento del vídeo musical de la canción «That Other Girl», que junto con las anteriores completan el EP, lanzado el 1 de septiembre de 2015.
En junio de 2015 publicaría «Marilyn Monroe» el primer sencillo de su segundo EP, Children of Silk, que estaría inspirado en texturas como la piel, el vidrio o la seda según citó la artista.
El 26 de mayo de 2016, Sevdaliza publicaría un corto dirigido por Emmanuel Adjei que trata de cómo dos amantes tras un aborto involuntario examinan temas como el amor, la muerte y la felicidad, todo esto antes de culminar en un final dramático, el corto tiene una pista de audio formada por unos cortos diálogos y tres canciones de la artista «The Formula», «The Language of Limbo» y «Mad Woman».

### 2016-18:IsonyThe Calling
El 17 de noviembre publicaría la canción «Human» con un vídeo musical nuevamente producido por Adjei. «Human» junto con «The Language of Limbo», «Amandine Insensible» y «Marilyn Monroe» formaría parte de su álbum de estudio debut Ison. 
En 2017 publicaría su primera canción en persa, «Bebin», como respuesta a la orden ejecutiva del presidente de los Estados Unidos Donald Trump que prohibía la entrada al país de refugiados e inmigrantes de forma indefinida.
Posteriormente, en abril de 2017 publicaría el segundo sencillo del álbum «Hero», al que le seguiría «Hubris» el tercer sencillos del disco. El 26 de abril de 2017 se publicaría finalmente el álbum debut de Sevdaliza contando con dieciséis canciones a las que se les añadiría una canción bonus «Hear My Pain Heal» cuando el álbum fue reeditado digitalmente el 21 de noviembre de 2017. El título del álbum se debe al nombre del cometa ISON que rozaba el sol, el título se le ocurrió a Alizadeh mientras se estaba quedando dormida y encajaba perfectamente con el proyecto. La cantante afirmó que las canciones del disco reflejan muchos miedos y cosas que parecen ilimitadas como el crecimiento y la experiencia. Ison recibió una puntuación de 7,7 en Pitchfork y se situó en el número 12 en su lista de mejores álbumes pop y rhythm and blues de 2017, fue descrito por ellos como «un álbum que se mete bajo tu piel y se queda en tus pensamientos».
En enero de 2018 publicaría la canción «Soul Syncable» el primer adelanto de su tercer EP de estudio The Calling. El 26 de febrero publicaría «Human Nature» que junto con «Soul Syncable» formarían parte de The Calling, que sería publicado en marzo de ese año.

### 2019-actualidad:ShabrangyRavingDahlia
En marzo de 2019 publicaría «Darkest Hour», el primer sencillo del que sería su segundo álbum de estudio Shabrang. A esta le seguiría el 30 de enero de 2020 «Oh My God», una canción de protesta que hace alusión a la guerra económica que estaba produciéndose entre Estados Unidos e Irán y a la politización de su identidad cultural. Posteriormente en marzo, publicaría «Lamp Lady» a la que le seguiría el 27 de mayo «Joanna» a la cual la artista la describe como «un amor que ha amado profundamente y perdido profundamente, el tipo de amor que no muere». El 19 de agosto, Sevdaliza publicaría «Habibi» y una semana más tarde publicaría el vídeo musical de esta misma canción, producido y dirigido por la propia Sevdaliza y la cineasta rusa Anastasia Konovalova, este fue el último sencillo antes del lanzamiento de Shabrang el 28 de agosto de 2020. Sevdaliza afirmó que Shabrang «es una carta profunda para mí, mi propia biblia que tengo que escribir para poder confiar y crecer en la vida».
En octubre de 2020 Sevdaliza interpretó dos canciones de Shabrang en la plataforma musical COLORSxSTUDIOS, «Gole Bi Goldoon», que fue la primera canción en persa que fue interpretada en COLORS, y «Dormant».
En octubre de 2021 publicaría la remezcla de «Oh My God», una de las canciones de Shabrang junto con «Sleepnet», más tarde el 24 de noviembre de ese año lanzaría otra canción «The Great Hope Desing». Posteriormente, el 19 de enero de 2022 publicaría «High Alone», que junto con las dos anteriores formarían parte del proyecto más reciente de la artista, el EP Raving Dahlia creado con la ayuda de su alterego creado con inteligencia artificial Dahlia según declaraciones de la artista «todo el proyecto artístico se basó en la idea de que Dahlia podría intervenir en mi lugar cuando no sea capaz de cumplir con la gran cantidad de estándares establecidos tanto por los individuos como por la sociedad».
En junio de 2023 la artista actuó en el festival Primavera Sound donde además de interpretar sus canciones más emblemáticas, presentó sus próximos proyectos en primicia, «Ride or Die» junto con la cantante portorriqueña Villano Antillano y «Nothing Lasts Forever» junto con Grimes.
El 22 de junio de 2023 se estrenaría «Ride or Die», en colaboración con Villano Antillano, que conseguiría hacerse viral en TikTok.
En agosto de este mismo año, anunció una nueva colaboración con Myvox, abriendo el acceso a su propio modelo de voz de IA, Dahlia.
El 23 de octubre de 2023 Sevdaliza anunciaría por sus redes sociales que la fecha de lanzamiento de su siguiente sencillo «Nothing Lasts Forever» en colaboración con Grimes sería el 3 de noviembre de 2023.
El 28 de junio se lanzó el sencillo «Alibi», en colaboración con Yseult y Pabllo Vittar. Dicha canción logró alcanzar popularidad en varios países y llegando a diversas listas musicales.
El 17 de octubre de 2024 se lanzó el sencillo «No me cansaré», en colaboración con Karol G.

## Discografía

### Álbumes de estudio
| Título   | Detalles                                                                                          |
| -------- | ------------------------------------------------------------------------------------------------- |
| ISON     | - Publicación: 26 de abril de 2017 - Discográfica: Twisted Elegance - Formato: CD, LP y digital.  |
| Shabrang | - Publicación: 28 de agosto de 2020 - Discográfica: Twisted Elegance - Formato: CD, LP y digital. |

## Premios y nominaciones
| Premios                  | Año  | Categoría                       | Trabajo                    | Resultado | Ref.   |
| ------------------------ | ---- | ------------------------------- | -------------------------- | --------- | ------ |
| Berlin Music Video Wards | 2021 | Mejor canción                   | «Habibi»                   | Nominada  | [ 34 ] |
| Berlin Music Video Wards | 2022 | Mejor director                  | «Homunculus (Oh My God)»   | Nominada  | [ 35 ] |
| Berlin Music Video Wards | 2022 | Mejores efectos visuales        | «Everything is Everything» | Ganadora  | [ 35 ] |
| D&AD Awards              | 2019 | Efectos visuales                | «Shahmaran»                | Nominada  | [ 36 ] |
| Shark Music Video Awards | 2018 | Mejor cinematografía            | «Shahmaran»                | Ganadora  | [ 37 ] |
| Shark Music Video Awards | 2018 | Mejor idea, concepto, escritura | «Shahmaran»                | Ganadora  | [ 37 ] |
| Shark Music Video Awards | 2018 | Mejor vídeo musical             | «Shahmaran»                | Nominada  | [ 37 ] |
| Shark Music Video Awards | 2018 | Mejor gradación de color        | «Hear My Pain Heal»        | Nominada  | [ 37 ] |